# Chelsea 7750
Chelsea 7750 è un film muto del 1913 scritto e diretto da J. Searle Dawley. Ne venne poi prodotto un sequel dal titolo An Hour Before Dawn.

## Trama
L'investigatore Kirby, un paraplegico, manda in carcere il figlio del professor Grimble. Per vendicarsi, il malvagio professore fa rapire dalla sua banda di falsari Kate, la figlia di Kirby. La giovane riesce a raggiungere un apparecchio telefonico e, usando l'alfabeto Morse, manda un messaggio al padre descrivendogli il posto dove viene tenuta prigioniera. Kate riuscirà a fuggire, mentre un'esplosione uccide Grimble e i suoi complici.

## Produzione
Il film fu prodotto dalla Famous Players Film Company

## Distribuzione
Distribuito dalla Famous Players Film Company, il film - presentato da Daniel Frohman - uscì nelle sale cinematografiche statunitensi il 20 settembre 1913 in due versioni: una di quattro rulli e un'altra di tre bobine.
Copia del film viene conservata negli archivi del British Film Institute.